# Route Adélie de Vitré 2010
La Route Adélie de Vitré 2010, quindicesima edizione della corsa e valida come evento del circuito UCI Europe Tour 2010 categoria 1.1, fu disputata il 2 aprile 2010, per un percorso totale di 197,8 km. Fu vinta dal francese Cyril Gautier, al traguardo con il tempo di 4h58'34" alla media di 39,75 km/h.
Al traguardo 57 ciclisti portarono a termine il percorso.

## Squadre partecipanti
| N.    | Cod. | Squadra               |
| ----- | ---- | --------------------- |
| 1-8   | SAU  | Saur-Sojasun          |
| 11-18 | FDJ  | FDJ                   |
| 21-28 | BTL  | Bbox Bouygues Telecom |
| 31-38 | COF  | Cofidis               |
| 41-48 | ALM  | AG2R La Mondiale      |
| 51-58 | BSC  | Bretagne-Schuller     |
| 61-68 | TIK  | Itera-Katusha         |

| N.      | Cod. | Squadra                      |
| ------- | ---- | ---------------------------- |
| 71-78   | RLM  | Roubaix-Lille Métropole      |
| 81-88   | AUB  | BigMat-Auber 93              |
| 101-108 | ISE  | ISD Continental Team         |
| 111-118 | SPK  | Team Sprocket                |
| 121-128 | KTM  | Arbö-KTM-Gebrüder Weiss      |
| 131-138 | CCD  | Continental Team Differdange |
| 141-147 | SPT  | SP Tableware                 |

## Ordine d'arrivo (Top 10)
| Pos. | Corridore         | Squadra       | Tempo    |
| ---- | ----------------- | ------------- | -------- |
| 1    | Cyril Gautier     | Bouygues Tel. | 4h58'34" |
| 2    | Laurent Pichon    | Bretagne      | a 38"    |
| 3    | Benoît Vaugrenard | FDJ           | s.t.     |
| 4    | Lloyd Mondory     | AG2R La Mon.  | s.t.     |
| 5    | Julien Simon      | Saur-Sojasun  | s.t.     |
| 6    | Sébastien Minard  | Cofidis       | a 43"    |
| 7    | Jonathan Thiré    | Auber 93      | a 2'28"  |
| 8    | Vitalij Popkov    | ISD Cont.     | a 3'40"  |
| 9    | Anthony Ravard    | AG2R La Mon.  | a 10'45" |
| 10   | Vytautas Kaupas   | Differdange   | s.t.     |